# Championnat de France de rugby à XV de 2e division 1958-1959
 (février 2021).
Si vous disposez d'ouvrages ou d'articles de référence ou si vous connaissez des sites web de qualité traitant du thème abordé ici, merci de compléter l'article en donnant les références utiles à sa vérifiabilité et en les liant à la section « Notes et références ».
Navigation
Championnat de France de 2e division 1957-1958 Fédérale (D2) 1959-1960
La 27e édition du championnat de France de rugby à XV de 2e division « Fédérale », eût lieu lors de la saison 1958-1959 et a été remporté par le Stade bordelais UC qui bat le Lyon OU en finale.

## Contexte
Lors de la saison 1958-1959, voici les différents champions et vainqueurs, :
Le tournoi des Cinq nations 1959 est remporté par la France.
Le Challenge Yves-du-Manoir est remporté par l'US Dax en vainquant la Section paloise en finale.
Le championnat de première division « Nationale » est remporté par le Racing Club de France battant le Stade montois.
Le championnat de troisième division « Excellence » est remporté par le CAO Espéraza face à l'AS bortoise.
Le championnat Honneur est remporté par le SA Rochefortais face au RC Pézillanais.
Le championnat Promotion est remporté par le Gabardan AS en vainquant le SU Lyonnais.

## Règlement et participant
Le championnat de Deuxième division 1958-1959 est réservé à 48 clubs, qui sont ceux classés de la 49e à la 96e place sur le classement général des clubs des trois divisions de la saison 1957-1958. 
Ces clubs, repartis en 6 poules de 8, jouent des match en aller-retour et peuvent se qualifier pour une phase finale, allant des seizièmes à la finale. 
Ainsi, 32 équipes peuvent prétendre aux phases finales après les phases de poules : 
• Les 5 premiers de toutes les poules confondues 
• Les 2 meilleurs sixièmes des poules 
Un classement général de la Deuxième division est établi par la FFR à la fin des phases de poules. 

### Participants
Sur les 39 écuries de l'an passée, on y ajoute les 4 clubs les moins biens classés sur l'ensemble des 8e places des poules de D1 et les promus issus des demi-finales d'Excellence.
| Relégués de National (D1)                                        | Promus d'Excellence (D3)                                    |
| ---------------------------------------------------------------- | ----------------------------------------------------------- |
| • Lyon OU • Union montilienne sportive • US Bergerac • US Orthez | • US Montréjeau Ch • Poissy AC • RC matheysin • US Arize XV |

## Poules de huit

### Les poules[4]
La première phase se déroule entre le 19 octobre 1958 et le 15 mars 1959.
| no | Club             | Pts | J  | V | N | D  | Pm. | Pc. | Diff. |
| -- | ---------------- | --- | -- | - | - | -- | --- | --- | ----- |
| 1  | RC Guéretois     | 34  | 14 | 8 | 4 | 2  | 94  | 46  | 39    |
| 2  | AS testerine     | 33  | 14 | 9 | 1 | 4  | 113 | 42  | 62    |
| 3  | Stade Nantais UC | 32  | 14 | 8 | 2 | 4  | 95  | 60  | 35    |
| 4  | US Bergerac R    | 31  | 14 | 8 | 1 | 5  | 97  | 46  | 49    |
| 5  | ASPTT Paris      | 30  | 14 | 7 | 2 | 5  | 107 | 67  | 40    |
| 6  | RC trignacais    | 25  | 14 | 2 | 7 | 5  | 38  | 127 | -71   |
| 7  | US Berry         | 20  | 14 | 2 | 2 | 10 | 34  | 119 | -83   |
| 8  | Poissy AC P      | 19  | 14 | 1 | 3 | 10 | 33  | 104 | -71   |

| no | Club                | Pts | J  | V  | N | D | Pm. | Pc. | Diff. |
| -- | ------------------- | --- | -- | -- | - | - | --- | --- | ----- |
| 1  | USA Limoges         | 35  | 14 | 10 | 1 | 3 | 128 | 53  | 75    |
| 2  | Stade montluçonnais | 30  | 14 | 8  | 0 | 6 | 90  | 108 | -5    |
| 3  | AS Saint-Junien     | 29  | 14 | 6  | 3 | 5 | 58  | 65  | -7    |
| 4  | Lyon OU R           | 28  | 14 | 5  | 4 | 5 | 89  | 74  | 15    |
| 5  | USO Nevers          | 28  | 14 | 6  | 2 | 6 | 83  | 79  | 2     |
| 6  | Stade dijonnais     | 28  | 14 | 5  | 4 | 5 | 93  | 66  | 14    |
| 7  | CASG                | 24  | 14 | 4  | 2 | 8 | 70  | 109 | -39   |
| 8  | CS Bourgoin         | 22  | 14 | 2  | 4 | 8 | 48  | 105 | -55   |

| no | Club             | Pts | J  | V | N | D | Pm. | Pc. | Diff. |
| -- | ---------------- | --- | -- | - | - | - | --- | --- | ----- |
| 1  | Montélimar R     | 34  | 14 | 9 | 2 | 3 | 34  | 128 | 74    |
| 2  | SA Lyon          | 33  | 14 | 8 | 3 | 3 | 33  | 79  | 25    |
| 3  | RC matheysin P   | 28  | 14 | 5 | 4 | 5 | 82  | 75  | 7     |
| 4  | AS Roanne        | 28  | 14 | 6 | 2 | 6 | 72  | 67  | -17   |
| 5  | US Bellegarde    | 28  | 14 | 6 | 2 | 6 | 44  | 77  | -33   |
| 6  | CO creusotin     | 27  | 14 | 5 | 3 | 6 | 67  | 63  | 4     |
| 7  | Valence sportif  | 25  | 14 | 4 | 3 | 7 | 42  | 65  | -23   |
| 8  | RC Châteaurenard | 21  | 14 | 2 | 3 | 9 | 35  | 152 | -89   |

| no | Club               | Pts | J  | V | N | D | Pm. | Pc. | Diff. |
| -- | ------------------ | --- | -- | - | - | - | --- | --- | ----- |
| 1  | Stade bordelais UC | 33  | 14 | 8 | 3 | 3 | 140 | 58  | 73    |
| 2  | Stade Hendayais    | 30  | 14 | 7 | 2 | 5 | 117 | 82  | 22    |
| 3  | Avenir moissagais  | 30  | 14 | 7 | 2 | 5 | 95  | 110 | -2    |
| 4  | UA Gujan-Mestras   | 29  | 14 | 6 | 3 | 5 | 83  | 66  | 17    |
| 5  | FC Oloron          | 27  | 14 | 6 | 1 | 7 | 95  | 104 | -9    |
| 6  | US Orthez R        | 27  | 14 | 5 | 3 | 6 | 55  | 57  | -2    |
| 7  | Stade poitevin SC  | 26  | 14 | 5 | 2 | 7 | 79  | 91  | -9    |
| 8  | US Tours           | 22  | 14 | 3 | 2 | 9 | 43  | 139 | -90   |

| no | Club               | Pts | J  | V  | N | D | Pm. | Pc. | Diff. |
| -- | ------------------ | --- | -- | -- | - | - | --- | --- | ----- |
| 1  | US fuxéenne        | 35  | 14 | 10 | 1 | 3 | 156 | 68  | 85    |
| 2  | Avenir aturin      | 32  | 14 | 8  | 2 | 4 | 102 | 60  | 42    |
| 3  | US Marmande        | 31  | 14 | 8  | 1 | 5 | 66  | 52  | 14    |
| 4  | Stade bagénrais    | 29  | 14 | 6  | 3 | 5 | 76  | 66  | 10    |
| 5  | Peyrehorade sports | 28  | 14 | 6  | 2 | 6 | 66  | 88  | -22   |
| 6  | UA Mimizan         | 26  | 14 | 4  | 4 | 6 | 76  | 89  | -13   |
| 7  | SC Rieumes         | 22  | 14 | 3  | 2 | 9 | 60  | 125 | -62   |
| 8  | SA Mauléon         | 20  | 14 | 3  | 1 | 9 | 65  | 119 | -54   |

| no | Club              | Pts | J  | V | N | D  | Pm. | Pc. | Diff. |
| -- | ----------------- | --- | -- | - | - | -- | --- | --- | ----- |
| 1  | US Arize XV P     | 31  | 14 | 8 | 1 | 5  | 80  | 64  | 16    |
| 2  | US Montréjeau P   | 31  | 14 | 7 | 3 | 4  | 115 | 49  | 53    |
| 3  | SC Albi           | 30  | 14 | 7 | 2 | 5  | 107 | 78  | 29    |
| 4  | US Côte Vermeille | 29  | 14 | 7 | 1 | 6  | 56  | 70  | -14   |
| 5  | SC Decazeville    | 28  | 14 | 7 | 0 | 7  | 104 | 90  | 14    |
| 6  | US Quillan        | 28  | 14 | 6 | 2 | 6  | 70  | 68  | 2     |
| 7  | Cérét sportif     | 28  | 14 | 6 | 2 | 6  | 82  | 110 | -28   |
| 8  | SO villelonguet   | 18  | 14 | 2 | 1 | 10 | 48  | 133 | -72   |

Victoire : 3 pts / Nul : 2 pts / Défaite : 1 pt.

### Classement général des poules de la Division Fédérale 1958-1959
Afin de répartir les clubs pour les seizièmes, la FFR procède à un classement général entres les meilleurs de chaque position de poule de la D2.
| N° | Position | Club                  | Pts. | Diff. |
| -- | -------- | --------------------- | ---- | ----- |
| 1  | 1er      | US Fuxéenne           | 35   | 85    |
| 2  | 1er      | USA Limoges           | 35   | 75    |
| 3  | 1er      | U Montélimar sportive | 34   | 74    |
| 4  | 1er      | RC Guéretois          | 34   | 39    |
| 5  | 1er      | Stade bordelais UC    | 33   | 73    |
| 6  | 1er      | US Arize XV           | 31   | 16    |
| 7  | 2e       | AS testerine          | 33   | 62    |
| 8  | 2e       | SA Lyon               | 33   | -25   |
| 9  | 2e       | Avenir Aturin         | 32   | 42    |
| 10 | 2e       | US Montréjeau         | 31   | 53    |
| 11 | 2e       | Stade hendayais       | 30   | 22    |
| 12 | 2e       | Stade montluçonnais   | 30   | 5     |
| 13 | 3e       | Stade Nantais UC      | 32   | 35    |
| 14 | 3e       | US Marmande           | 31   | 14    |
| 15 | 3e       | SC Albi               | 30   | 29    |
| 16 | 3e       | Avenir moissagais     | 30   | -2    |

| N° | Position | Club               | Pts. | Diff. |
| -- | -------- | ------------------ | ---- | ----- |
| 17 | 3e       | AS Saint-Junien    | 29   | -7    |
| 18 | 3e       | RC matheysin       | 28   | 7     |
| 19 | 4e       | US Bergerac        | 31   | 49    |
| 20 | 4e       | UA Gujan-Mestras   | 29   | 17    |
| 21 | 4e       | Stade bagénrais    | 29   | 10    |
| 22 | 4e       | US Côte Vermeille  | 29   | -14   |
| 23 | 4e       | Lyon OU            | 28   | 15    |
| 24 | 4e       | AS Roanne          | 28   | -17   |
| 25 | 5e       | ASPTT Paris        | 30   | 40    |
| 26 | 5e       | SC Decazeville     | 28   | 14    |
| 27 | 5e       | USO Nevers         | 28   | 2     |
| 28 | 5e       | Peyrehorade sports | 28   | -22   |
| 29 | 5e       | US Bellegarde      | 28   | -33   |
| 30 | 5e       | FC Oloron          | 27   | -9    |
| 31 | 6e       | Stade dijonnais    | 28   | 14    |
| 32 | 6e       | US Quillan         | 28   | 2     |

| N° | Position | Club              | Pts. | Diff. |
| -- | -------- | ----------------- | ---- | ----- |
| 33 | 6e       | CO creusotin      | 27   | 4     |
| 34 | 6e       | US Orthez         | 27   | -2    |
| 35 | 6e       | UA Mimizan        | 26   | -13   |
| 36 | 6e       | RC trignacais     | 25   | -71   |
| 37 | 7e       | Cérét sportif     | 28   | -28   |
| 38 | 7e       | Stade poitevin SC | 26   | -9    |
| 39 | 7e       | Valence sportif   | 25   | -23   |
| 40 | 7e       | CASG              | 24   | -39   |
| 41 | 7e       | SC Rieumes        | 22   | -62   |
| 42 | 7e       | US Berry          | 20   | -83   |
| 43 | 8e       | CS Bourgoin       | 22   | -55   |
| 44 | 8e       | US Tours          | 22   | -90   |
| 45 | 8e       | RC Châteaurenard  | 21   | -89   |
| 46 | 8e       | SA Mauléon        | 20   | -54   |
| 47 | 8e       | Poissy AC         | 19   | -71   |
| 48 | 8e       | SO villelonguet   | 18   | -72   |

### Promus et relégués
La FFR, dans le comité de direction du 2 mai 1959, décide de réformer le nombre de participants pour ses trois divisions. En effet, les dirigeants français optent pour des championnats de 56 clubs par divisions au lieu de 48.
Ainsi, lors de cette édition, il n'y a aucun relégué pour la Troisième division.
Concernant les promus, six places sont attribués pour la montée. Les demi-finalistes sont automatiquement qualifiés. Puis, un vote du comité de direction choisi le Stade nantais UC, l'AS Roanne le Stade dijonnais et l'USA Limoges à la promotion de Première division.
Lors des votes pour les promus deux clubs étaient prévus pour la montée :
• Le SC Albi, classé à la 71e/168 (classement générale des trois divisions) et relégué de D1 l'an dernier causé par le fait que l'intégralité de ses joueurs furent appelés sous les drapeaux lors de la Guerre d'Algérie.
• L'US Montréjeau, classé à la 53e/168 (classement général des trois divisions) et éliminé en quart de finale par le finaliste de cette édition.
Or, Limoges lui a été préféré prétendument pour une meilleure répartition géographique.

## Phase finale
Les phases finales ont lieu du 22 mars au 17 mai 1959, date de la finale. Toutes les rencontres se jouent sur terrain neutre désigné par la FFR.
|  | Seizièmes de finale             | Seizièmes de finale          |                    |          | Huitièmes de finale       | Huitièmes de finale       |  |  | Quarts de finale        | Quarts de finale        |  |  | Demi-finales         | Demi-finales         |  |  | Finale              | Finale              |
|  | Seizièmes de finale             | Seizièmes de finale          |                    |          | Huitièmes de finale       | Huitièmes de finale       |  |  | Quarts de finale        | Quarts de finale        |  |  | Demi-finales         | Demi-finales         |  |  | Finale              | Finale              |
|  |                                 |                              |                    |          |                           |                           |  |  |                         |                         |  |  |                      |                      |  |  |                     |                     |
|  | 22 mars 1959 à Lourdes          | 22 mars 1959 à Lourdes       |                    |          | 5 avril 1959 à Montélimar | 5 avril 1959 à Montélimar |  |  | 19 avril 1959 à Limoges | 19 avril 1959 à Limoges |  |  | 3 mai 1959 à Moissac | 3 mai 1959 à Moissac |  |  | 17 mai 1959 à Vichy | 17 mai 1959 à Vichy |
|  | 22 mars 1959 à Lourdes          | 22 mars 1959 à Lourdes       |                    |          | 5 avril 1959 à Montélimar | 5 avril 1959 à Montélimar |  |  | 19 avril 1959 à Limoges | 19 avril 1959 à Limoges |  |  | 3 mai 1959 à Moissac | 3 mai 1959 à Moissac |  |  | 17 mai 1959 à Vichy | 17 mai 1959 à Vichy |
|  | US fuxéenne                     | 9                            |                    |          | 5 avril 1959 à Montélimar | 5 avril 1959 à Montélimar |  |  | 19 avril 1959 à Limoges | 19 avril 1959 à Limoges |  |  | 3 mai 1959 à Moissac | 3 mai 1959 à Moissac |  |  | 17 mai 1959 à Vichy | 17 mai 1959 à Vichy |
|  | US fuxéenne                     | 9                            |                    |          | 5 avril 1959 à Montélimar | 5 avril 1959 à Montélimar |  |  | 19 avril 1959 à Limoges | 19 avril 1959 à Limoges |  |  | 3 mai 1959 à Moissac | 3 mai 1959 à Moissac |  |  | 17 mai 1959 à Vichy | 17 mai 1959 à Vichy |
|  | FC Oloron                       | 3                            |                    |          | 5 avril 1959 à Montélimar | 5 avril 1959 à Montélimar |  |  | 19 avril 1959 à Limoges | 19 avril 1959 à Limoges |  |  | 3 mai 1959 à Moissac | 3 mai 1959 à Moissac |  |  | 17 mai 1959 à Vichy | 17 mai 1959 à Vichy |
|  | FC Oloron                       | 3                            | US fuxéenne        | 9        |                           |                           |  |  | 19 avril 1959 à Limoges | 19 avril 1959 à Limoges |  |  | 3 mai 1959 à Moissac | 3 mai 1959 à Moissac |  |  | 17 mai 1959 à Vichy | 17 mai 1959 à Vichy |
|  | 22 mars 1959 à Valence          |                              | US fuxéenne        | 9        |                           |                           |  |  | 19 avril 1959 à Limoges | 19 avril 1959 à Limoges |  |  | 3 mai 1959 à Moissac | 3 mai 1959 à Moissac |  |  | 17 mai 1959 à Vichy | 17 mai 1959 à Vichy |
|  |                                 | US Bellegarde                | 3                  |          |                           |                           |  |  | 19 avril 1959 à Limoges | 19 avril 1959 à Limoges |  |  | 3 mai 1959 à Moissac | 3 mai 1959 à Moissac |  |  | 17 mai 1959 à Vichy | 17 mai 1959 à Vichy |
|  | US Côte Vermeille               | US Bellegarde                | 3                  | 0        |                           |                           |  |  | 19 avril 1959 à Limoges | 19 avril 1959 à Limoges |  |  | 3 mai 1959 à Moissac | 3 mai 1959 à Moissac |  |  | 17 mai 1959 à Vichy | 17 mai 1959 à Vichy |
|  | US Côte Vermeille               | 5 avril 1959 à Châteaurenard |                    | 0        |                           |                           |  |  | 19 avril 1959 à Limoges | 19 avril 1959 à Limoges |  |  | 3 mai 1959 à Moissac | 3 mai 1959 à Moissac |  |  | 17 mai 1959 à Vichy | 17 mai 1959 à Vichy |
|  | US Bellegarde                   | 6(a.p.)                      |                    |          |                           |                           |  |  | 19 avril 1959 à Limoges | 19 avril 1959 à Limoges |  |  | 3 mai 1959 à Moissac | 3 mai 1959 à Moissac |  |  | 17 mai 1959 à Vichy | 17 mai 1959 à Vichy |
|  | US Bellegarde                   | 6(a.p.)                      | US fuxéenne        | 6        |                           |                           |  |  |                         |                         |  |  | 3 mai 1959 à Moissac | 3 mai 1959 à Moissac |  |  | 17 mai 1959 à Vichy | 17 mai 1959 à Vichy |
|  | 22 mars 1959 à Châlon-sur-Saône |                              | US fuxéenne        | 6        |                           |                           |  |  |                         |                         |  |  | 3 mai 1959 à Moissac | 3 mai 1959 à Moissac |  |  | 17 mai 1959 à Vichy | 17 mai 1959 à Vichy |
|  |                                 | Stade dijonnais              | 3                  |          |                           |                           |  |  |                         |                         |  |  | 3 mai 1959 à Moissac | 3 mai 1959 à Moissac |  |  | 17 mai 1959 à Vichy | 17 mai 1959 à Vichy |
|  | SA Lyon                         | Stade dijonnais              | 3                  | 3        |                           |                           |  |  |                         |                         |  |  | 3 mai 1959 à Moissac | 3 mai 1959 à Moissac |  |  | 17 mai 1959 à Vichy | 17 mai 1959 à Vichy |
|  | SA Lyon                         | 19 avril 1959 à Cognac       |                    | 3        |                           |                           |  |  |                         |                         |  |  | 3 mai 1959 à Moissac | 3 mai 1959 à Moissac |  |  | 17 mai 1959 à Vichy | 17 mai 1959 à Vichy |
|  | Stade dijonnais                 | 9                            |                    |          |                           |                           |  |  |                         |                         |  |  | 3 mai 1959 à Moissac | 3 mai 1959 à Moissac |  |  | 17 mai 1959 à Vichy | 17 mai 1959 à Vichy |
|  | Stade dijonnais                 | 9                            | Stade dijonnais    | 23       |                           |                           |  |  |                         |                         |  |  | 3 mai 1959 à Moissac | 3 mai 1959 à Moissac |  |  | 17 mai 1959 à Vichy | 17 mai 1959 à Vichy |
|  | 22 mars 1959 à Langon           |                              | Stade dijonnais    | 23       |                           |                           |  |  |                         |                         |  |  | 3 mai 1959 à Moissac | 3 mai 1959 à Moissac |  |  | 17 mai 1959 à Vichy | 17 mai 1959 à Vichy |
|  |                                 | Avenir aturin                | 3                  |          |                           |                           |  |  |                         |                         |  |  | 3 mai 1959 à Moissac | 3 mai 1959 à Moissac |  |  | 17 mai 1959 à Vichy | 17 mai 1959 à Vichy |
|  | Avenir aturin                   | Avenir aturin                | 3                  | 17       |                           |                           |  |  |                         |                         |  |  | 3 mai 1959 à Moissac | 3 mai 1959 à Moissac |  |  | 17 mai 1959 à Vichy | 17 mai 1959 à Vichy |
|  | Avenir aturin                   | 5 avril 1959 à Niort         |                    | 17       |                           |                           |  |  |                         |                         |  |  | 3 mai 1959 à Moissac | 3 mai 1959 à Moissac |  |  | 17 mai 1959 à Vichy | 17 mai 1959 à Vichy |
|  | US Bergerac                     | 3                            |                    |          |                           |                           |  |  |                         |                         |  |  | 3 mai 1959 à Moissac | 3 mai 1959 à Moissac |  |  | 17 mai 1959 à Vichy | 17 mai 1959 à Vichy |
|  | US Bergerac                     | 3                            | US fuxéenne        | 8        |                           |                           |  |  |                         |                         |  |  |                      |                      |  |  | 17 mai 1959 à Vichy | 17 mai 1959 à Vichy |
|  | 22 mars 1959 à Le Creusot       |                              | US fuxéenne        | 8        |                           |                           |  |  |                         |                         |  |  |                      |                      |  |  | 17 mai 1959 à Vichy | 17 mai 1959 à Vichy |
|  |                                 | Stade bordelais UC           | 11                 |          |                           |                           |  |  |                         |                         |  |  |                      |                      |  |  | 17 mai 1959 à Vichy | 17 mai 1959 à Vichy |
|  | RC guéretois                    | Stade bordelais UC           | 11                 | 13       |                           |                           |  |  |                         |                         |  |  |                      |                      |  |  | 17 mai 1959 à Vichy | 17 mai 1959 à Vichy |
|  | RC guéretois                    | 3 mai 1959 à Guéret          |                    | 13       |                           |                           |  |  |                         |                         |  |  |                      |                      |  |  | 17 mai 1959 à Vichy | 17 mai 1959 à Vichy |
|  | RC matheysin                    | 0                            |                    |          |                           |                           |  |  |                         |                         |  |  |                      |                      |  |  | 17 mai 1959 à Vichy | 17 mai 1959 à Vichy |
|  | RC matheysin                    | 0                            | RC guéretois       | 3        |                           |                           |  |  |                         |                         |  |  |                      |                      |  |  | 17 mai 1959 à Vichy | 17 mai 1959 à Vichy |
|  | 22 mars 1959 à Cognac           |                              | RC guéretois       | 3        |                           |                           |  |  |                         |                         |  |  |                      |                      |  |  | 17 mai 1959 à Vichy | 17 mai 1959 à Vichy |
|  |                                 | Stade nantais UC             | 8                  |          |                           |                           |  |  |                         |                         |  |  |                      |                      |  |  | 17 mai 1959 à Vichy | 17 mai 1959 à Vichy |
|  | Stade nantais UC                | Stade nantais UC             | 8                  | 10       |                           |                           |  |  |                         |                         |  |  |                      |                      |  |  | 17 mai 1959 à Vichy | 17 mai 1959 à Vichy |
|  | Stade nantais UC                | 5 avril 1959 à La Rochelle   |                    | 10       |                           |                           |  |  |                         |                         |  |  |                      |                      |  |  | 17 mai 1959 à Vichy | 17 mai 1959 à Vichy |
|  | UA Gujan-Mestras                | 0                            |                    |          |                           |                           |  |  |                         |                         |  |  |                      |                      |  |  | 17 mai 1959 à Vichy | 17 mai 1959 à Vichy |
|  | UA Gujan-Mestras                | 0                            | Stade nantais UC   | 3        |                           |                           |  |  |                         |                         |  |  |                      |                      |  |  | 17 mai 1959 à Vichy | 17 mai 1959 à Vichy |
|  | 22 mars 1959 à Saint-Sever      |                              | Stade nantais UC   | 3        |                           |                           |  |  |                         |                         |  |  |                      |                      |  |  | 17 mai 1959 à Vichy | 17 mai 1959 à Vichy |
|  |                                 | Stade bordelais UC           | 8                  |          |                           |                           |  |  |                         |                         |  |  |                      |                      |  |  | 17 mai 1959 à Vichy | 17 mai 1959 à Vichy |
|  | Stade bordelais UC              | Stade bordelais UC           | 8                  | 8        |                           |                           |  |  |                         |                         |  |  |                      |                      |  |  | 17 mai 1959 à Vichy | 17 mai 1959 à Vichy |
|  | Stade bordelais UC              | 19 avril 1959 à Aurillac     |                    | 8        |                           |                           |  |  |                         |                         |  |  |                      |                      |  |  | 17 mai 1959 à Vichy | 17 mai 1959 à Vichy |
|  | Peyrehorade sports              | 3                            |                    |          |                           |                           |  |  |                         |                         |  |  |                      |                      |  |  | 17 mai 1959 à Vichy | 17 mai 1959 à Vichy |
|  | Peyrehorade sports              | 3                            | Stade bordelais UC | 11(a.p.) |                           |                           |  |  |                         |                         |  |  |                      |                      |  |  | 17 mai 1959 à Vichy | 17 mai 1959 à Vichy |
|  | 22 mars 1959 à Vierzon          |                              | Stade bordelais UC | 11(a.p.) |                           |                           |  |  |                         |                         |  |  |                      |                      |  |  | 17 mai 1959 à Vichy | 17 mai 1959 à Vichy |
|  |                                 | ASPTT Paris                  | 3                  |          |                           |                           |  |  |                         |                         |  |  |                      |                      |  |  | 17 mai 1959 à Vichy | 17 mai 1959 à Vichy |
|  | Stade montluçonnais             | ASPTT Paris                  | 3                  | 0        |                           |                           |  |  |                         |                         |  |  |                      |                      |  |  | 17 mai 1959 à Vichy | 17 mai 1959 à Vichy |
|  | Stade montluçonnais             | 5 avril 1959 à Montluçon     |                    | 0        |                           |                           |  |  |                         |                         |  |  |                      |                      |  |  | 17 mai 1959 à Vichy | 17 mai 1959 à Vichy |
|  | ASPTT Paris                     | 3                            |                    |          |                           |                           |  |  |                         |                         |  |  |                      |                      |  |  | 17 mai 1959 à Vichy | 17 mai 1959 à Vichy |
|  | ASPTT Paris                     | 3                            | Stade bordelais UC | 14       |                           |                           |  |  |                         |                         |  |  |                      |                      |  |  |                     |                     |
|  | 22 mars 1959 à Montauban        |                              | Stade bordelais UC | 14       |                           |                           |  |  |                         |                         |  |  |                      |                      |  |  |                     |                     |
|  |                                 | Lyon OU                      | 11                 |          |                           |                           |  |  |                         |                         |  |  |                      |                      |  |  |                     |                     |
|  | USA Limoges                     | Lyon OU                      | 11                 | 3        |                           |                           |  |  |                         |                         |  |  |                      |                      |  |  |                     |                     |
|  | USA Limoges                     |                              |                    | 3        |                           |                           |  |  |                         |                         |  |  |                      |                      |  |  |                     |                     |
|  | US Quillan                      | 0                            |                    |          |                           |                           |  |  |                         |                         |  |  |                      |                      |  |  |                     |                     |
|  | US Quillan                      | 0                            | USA Limoges        | 6        |                           |                           |  |  |                         |                         |  |  |                      |                      |  |  |                     |                     |
|  | 22 mars 1959 au Puy-en-Velay    |                              | USA Limoges        | 6        |                           |                           |  |  |                         |                         |  |  |                      |                      |  |  |                     |                     |
|  |                                 | Lyon OU                      | 9(a.p.)            |          |                           |                           |  |  |                         |                         |  |  |                      |                      |  |  |                     |                     |
|  | SC Albi                         | Lyon OU                      | 9(a.p.)            | 6        |                           |                           |  |  |                         |                         |  |  |                      |                      |  |  |                     |                     |
|  | SC Albi                         | 5 avril 1959 à Toulouse      |                    | 6        |                           |                           |  |  |                         |                         |  |  |                      |                      |  |  |                     |                     |
|  | Lyon OU                         | 8                            |                    |          |                           |                           |  |  |                         |                         |  |  |                      |                      |  |  |                     |                     |
|  | Lyon OU                         | 8                            | Lyon OU            | 10       |                           |                           |  |  |                         |                         |  |  |                      |                      |  |  |                     |                     |
|  | 22 mars 1959 à Marmande         |                              | Lyon OU            | 10       |                           |                           |  |  |                         |                         |  |  |                      |                      |  |  |                     |                     |
|  |                                 | US Montréjeau                | 3                  |          |                           |                           |  |  |                         |                         |  |  |                      |                      |  |  |                     |                     |
|  | AS testerine                    | US Montréjeau                | 3                  | 3        |                           |                           |  |  |                         |                         |  |  |                      |                      |  |  |                     |                     |
|  | AS testerine                    | 19 avril 1959 à Brive        |                    | 3        |                           |                           |  |  |                         |                         |  |  |                      |                      |  |  |                     |                     |
|  | Avenir moissagais               | 6                            |                    |          |                           |                           |  |  |                         |                         |  |  |                      |                      |  |  |                     |                     |
|  | Avenir moissagais               | 6                            | Avenir moissagais  | 3        |                           |                           |  |  |                         |                         |  |  |                      |                      |  |  |                     |                     |
|  | 22 mars 1959 à Séméac           |                              | Avenir moissagais  | 3        |                           |                           |  |  |                         |                         |  |  |                      |                      |  |  |                     |                     |
|  |                                 | US Montréjeau                | 6                  |          |                           |                           |  |  |                         |                         |  |  |                      |                      |  |  |                     |                     |
|  | US Montréjeau                   | US Montréjeau                | 6                  | 5        |                           |                           |  |  |                         |                         |  |  |                      |                      |  |  |                     |                     |
|  | US Montréjeau                   | 5 avril 1959 à Vichy         |                    | 5        |                           |                           |  |  |                         |                         |  |  |                      |                      |  |  |                     |                     |
|  | Stade bagnérais                 | 0                            |                    |          |                           |                           |  |  |                         |                         |  |  |                      |                      |  |  |                     |                     |
|  | Stade bagnérais                 | 0                            | Lyon OU            | 5        |                           |                           |  |  |                         |                         |  |  |                      |                      |  |  |                     |                     |
|  | 22 mars 1959 à Bourg-en-Bresse  |                              | Lyon OU            | 5        |                           |                           |  |  |                         |                         |  |  |                      |                      |  |  |                     |                     |
|  |                                 | Stade hendayais              | 3                  |          |                           |                           |  |  |                         |                         |  |  |                      |                      |  |  |                     |                     |
|  | Union montlienne S.             | Stade hendayais              | 3                  | 0        |                           |                           |  |  |                         |                         |  |  |                      |                      |  |  |                     |                     |
|  | Union montlienne S.             |                              |                    | 0        |                           |                           |  |  |                         |                         |  |  |                      |                      |  |  |                     |                     |
|  | USO Nevers                      | 0(a.p.)                      |                    |          |                           |                           |  |  |                         |                         |  |  |                      |                      |  |  |                     |                     |
|  | USO Nevers                      | 0(a.p.)                      | USO Nevers         | 3        |                           |                           |  |  |                         |                         |  |  |                      |                      |  |  |                     |                     |
|  | 22 mars 1959 à Guéret           |                              | USO Nevers         | 3        |                           |                           |  |  |                         |                         |  |  |                      |                      |  |  |                     |                     |
|  |                                 | AS Roanne                    | 6                  |          |                           |                           |  |  |                         |                         |  |  |                      |                      |  |  |                     |                     |
|  | US Marmande                     | AS Roanne                    | 6                  | 0        |                           |                           |  |  |                         |                         |  |  |                      |                      |  |  |                     |                     |
|  | US Marmande                     | 5 avril 1959 à Marmande      |                    | 0        |                           |                           |  |  |                         |                         |  |  |                      |                      |  |  |                     |                     |
|  | AS Roanne                       | 8                            |                    |          |                           |                           |  |  |                         |                         |  |  |                      |                      |  |  |                     |                     |
|  | AS Roanne                       | 8                            | AS Roanne          | 0        |                           |                           |  |  |                         |                         |  |  |                      |                      |  |  |                     |                     |
|  | 22 mars 1959 à Cahors           |                              | AS Roanne          | 0        |                           |                           |  |  |                         |                         |  |  |                      |                      |  |  |                     |                     |
|  |                                 | Stade hendayais              | 8                  |          |                           |                           |  |  |                         |                         |  |  |                      |                      |  |  |                     |                     |
|  | US Arize XV                     | Stade hendayais              | 8                  | 6        |                           |                           |  |  |                         |                         |  |  |                      |                      |  |  |                     |                     |
|  | US Arize XV                     |                              |                    | 6        |                           |                           |  |  |                         |                         |  |  |                      |                      |  |  |                     |                     |
|  | AS Saint-Junien                 | 14                           |                    |          |                           |                           |  |  |                         |                         |  |  |                      |                      |  |  |                     |                     |
|  | AS Saint-Junien                 | 14                           | AS Saint-Junien    | 0        |                           |                           |  |  |                         |                         |  |  |                      |                      |  |  |                     |                     |
|  | 22 mars 1959 à Lannemezan       |                              | AS Saint-Junien    | 0        |                           |                           |  |  |                         |                         |  |  |                      |                      |  |  |                     |                     |
|  |                                 | Stade hendayais              | 6                  |          |                           |                           |  |  |                         |                         |  |  |                      |                      |  |  |                     |                     |
|  | Stade hendayais                 | Stade hendayais              | 6                  | 14       |                           |                           |  |  |                         |                         |  |  |                      |                      |  |  |                     |                     |
|  | Stade hendayais                 |                              |                    | 14       |                           |                           |  |  |                         |                         |  |  |                      |                      |  |  |                     |                     |
|  | SC Decazeville                  | 0                            |                    |          |                           |                           |  |  |                         |                         |  |  |                      |                      |  |  |                     |                     |
|  | SC Decazeville                  | 0                            |                    |          |                           |                           |  |  |                         |                         |  |  |                      |                      |  |  |                     |                     |

### Seizièmes de finale
Les matchs des seizièmes de finale sont présentés dans l'ordre établi par la FFR. 

Nevers est désigné comme vainqueur parce que Montélimar avait sorti un joueur du terrain.
| 22 mars 1959 | US fuxéenne | 9 - 3 | FC Oloron | Stade Lucien-Pourxet, Lourdes Arbitre : M. Gintrac |
| 22 mars 1959 |             |       |           | Stade Lucien-Pourxet, Lourdes Arbitre : M. Gintrac |
| 22 mars 1959 |             |       |           | Stade Lucien-Pourxet, Lourdes Arbitre : M. Gintrac |

| 22 mars 1959 | USA Limoges | 3 - 0 | US Quillan | Parc des sports de Sapiac, Montauban Arbitre : M. Fonfrède |
| 22 mars 1959 |             |       |            | Parc des sports de Sapiac, Montauban Arbitre : M. Fonfrède |
| 22 mars 1959 |             |       |            | Parc des sports de Sapiac, Montauban Arbitre : M. Fonfrède |

| 22 mars 1959 | Union montilienne sportive | 0 - 0 (a.p.) | USO Nevers | Stade Marcel-Verchère, Bourg-en-Bresse Arbitre : M. Faure |
| 22 mars 1959 |                            |              |            | Stade Marcel-Verchère, Bourg-en-Bresse Arbitre : M. Faure |
| 22 mars 1959 |                            |              |            | Stade Marcel-Verchère, Bourg-en-Bresse Arbitre : M. Faure |

| 22 mars 1959 | RC guéretois | 13 - 0 | RC matheysin | Parc des sports, Le Creusot Arbitre : M. Marrouflet |
| 22 mars 1959 |              |        |              | Parc des sports, Le Creusot Arbitre : M. Marrouflet |
| 22 mars 1959 |              |        |              | Parc des sports, Le Creusot Arbitre : M. Marrouflet |

| 22 mars 1959 | Stade bordelais UC | 8 - 3 | Peyrehorade sports | Saint-Sever Arbitre : Louis Parrot |
| 22 mars 1959 |                    |       |                    | Saint-Sever Arbitre : Louis Parrot |
| 22 mars 1959 |                    |       |                    | Saint-Sever Arbitre : Louis Parrot |

| 22 mars 1959 | US Arize XV | 6 - 14 | AS Saint Junien | Stade Lucien-Desprats, Cahors Arbitre : M. Dasse |
| 22 mars 1959 |             |        |                 | Stade Lucien-Desprats, Cahors Arbitre : M. Dasse |
| 22 mars 1959 |             |        |                 | Stade Lucien-Desprats, Cahors Arbitre : M. Dasse |

| 22 mars 1959 | AS testerine | 3 - 6 | Avenir Moissac | Stade Georges-Dartiailh, Marmande Arbitre : M. Giraude |
| 22 mars 1959 |              |       |                | Stade Georges-Dartiailh, Marmande Arbitre : M. Giraude |
| 22 mars 1959 |              |       |                | Stade Georges-Dartiailh, Marmande Arbitre : M. Giraude |

| 22 mars 1959 | SA Lyon | 3 - 9 | Stade dijonnais | Stade Eugène-Lebeau, Chalon-sur-Saône Arbitre : M. Cuny |
| 22 mars 1959 |         |       |                 | Stade Eugène-Lebeau, Chalon-sur-Saône Arbitre : M. Cuny |
| 22 mars 1959 |         |       |                 | Stade Eugène-Lebeau, Chalon-sur-Saône Arbitre : M. Cuny |

| 22 mars 1959 | Avenir aturin | 17 - 3 | US Bergerac | Stade Octavin, Langon Arbitre : M. Miklou |
| 22 mars 1959 |               |        |             | Stade Octavin, Langon Arbitre : M. Miklou |
| 22 mars 1959 |               |        |             | Stade Octavin, Langon Arbitre : M. Miklou |

| 22 mars 1959 | US Montréjeau | 5 - 0 | Stade bagnérais | Stade Jules-Soulé, Séméac Arbitre : M. Erbiti |
| 22 mars 1959 |               |       |                 | Stade Jules-Soulé, Séméac Arbitre : M. Erbiti |
| 22 mars 1959 |               |       |                 | Stade Jules-Soulé, Séméac Arbitre : M. Erbiti |

| 22 mars 1959 | Stade hendayais | 14 - 0 | SC Decazeville | Stade municipal, Lannemezan Arbitre : M. Rodriguez |
| 22 mars 1959 |                 |        |                | Stade municipal, Lannemezan Arbitre : M. Rodriguez |
| 22 mars 1959 |                 |        |                | Stade municipal, Lannemezan Arbitre : M. Rodriguez |

| 22 mars 1959 | Stade montluçonnais | 0 - 3 | ASPTT Paris | Stade municipal, Vierzon Arbitre : M. Souquières |
| 22 mars 1959 |                     |       |             | Stade municipal, Vierzon Arbitre : M. Souquières |
| 22 mars 1959 |                     |       |             | Stade municipal, Vierzon Arbitre : M. Souquières |

| 22 mars 1959 | Stade nantais UC | 10 - 0 | UA Gujan-Mestras | Parc des sports, Cognac Arbitre : M. Besse |
| 22 mars 1959 |                  |        |                  | Parc des sports, Cognac Arbitre : M. Besse |
| 22 mars 1959 |                  |        |                  | Parc des sports, Cognac Arbitre : M. Besse |

| 22 mars 1959 | US Marmande | 0 - 8 | AS Roanne | Stade municipal, Guéret Arbitre : M. Filiatre |
| 22 mars 1959 |             |       |           | Stade municipal, Guéret Arbitre : M. Filiatre |
| 22 mars 1959 |             |       |           | Stade municipal, Guéret Arbitre : M. Filiatre |

| 22 mars 1959 | SC Albi | 6 - 8 | Lyon OU | Stade Lafayette, Le Puy-en-Velay Arbitre : M. Grosbost |
| 22 mars 1959 |         |       |         | Stade Lafayette, Le Puy-en-Velay Arbitre : M. Grosbost |
| 22 mars 1959 |         |       |         | Stade Lafayette, Le Puy-en-Velay Arbitre : M. Grosbost |

| 22 mars 1959 | US Bellegarde | 6 - 0 (a.p.) | US Côte Vermeille | Stade des Beaumes, Valence Arbitre : M. Gaussens |
| 22 mars 1959 |               |              |                   | Stade des Beaumes, Valence Arbitre : M. Gaussens |
| 22 mars 1959 |               |              |                   | Stade des Beaumes, Valence Arbitre : M. Gaussens |

### Huitièmes de finale
Les huitièmes de finale sont présentés dans l'ordre établi par la FFR.
| 5 avril 1959 | US fuxéenne | 9 - 3 | US Bellegarde | Stade municipal, Montélimar Arbitre : M. H. Carbonnel |
| 5 avril 1959 |             |       |               | Stade municipal, Montélimar Arbitre : M. H. Carbonnel |
| 5 avril 1959 |             |       |               | Stade municipal, Montélimar Arbitre : M. H. Carbonnel |

| 5 avril 1959 | USA Limoges | 6 - 9 (a.p.) | Lyon OU | Stade du Diénat, Montluçon Arbitre : M. J. Filiatre |
| 5 avril 1959 |             |              |         | Stade du Diénat, Montluçon Arbitre : M. J. Filiatre |
| 5 avril 1959 |             |              |         | Stade du Diénat, Montluçon Arbitre : M. J. Filiatre |

| 5 avril 1959 | USO Nevers | 3 - 9 | AS Roanne | Stade municipal, Vichy Arbitre : M. Marcus |
| 5 avril 1959 |            |       |           | Stade municipal, Vichy Arbitre : M. Marcus |
| 5 avril 1959 |            |       |           | Stade municipal, Vichy Arbitre : M. Marcus |

| 5 avril 1959 | RC guéretois | 3 - 8 | Stade nantais UC | Stade Léonce-Espinassou, Niort Arbitre : M. Rocher |
| 5 avril 1959 |              |       |                  | Stade Léonce-Espinassou, Niort Arbitre : M. Rocher |
| 5 avril 1959 |              |       |                  | Stade Léonce-Espinassou, Niort Arbitre : M. Rocher |

| 5 avril 1959 | Stade bordelais UC | 11 - 3 (a.p.) | ASPTT Paris | Stade Marcel-Deflandre, La Rochelle Arbitre : M. Laplace |
| 5 avril 1959 |                    |               |             | Stade Marcel-Deflandre, La Rochelle Arbitre : M. Laplace |
| 5 avril 1959 |                    |               |             | Stade Marcel-Deflandre, La Rochelle Arbitre : M. Laplace |

| 5 avril 1959 | AS Saint Junien | 0 - 6 | Stade hendayais | Stade Georges-Dartiailh, Marmande Arbitre : M. Daury |
| 5 avril 1959 |                 |       |                 | Stade Georges-Dartiailh, Marmande Arbitre : M. Daury |
| 5 avril 1959 |                 |       |                 | Stade Georges-Dartiailh, Marmande Arbitre : M. Daury |

| 5 avril 1959 | Avenir Moissac | 3 - 6 | US Montréjeau | Stade des Ponts-Jumeaux, Toulouse Arbitre : M. Foures |
| 5 avril 1959 |                |       |               | Stade des Ponts-Jumeaux, Toulouse Arbitre : M. Foures |
| 5 avril 1959 |                |       |               | Stade des Ponts-Jumeaux, Toulouse Arbitre : M. Foures |

| 5 avril 1959 | Stade dijonnais | 23 - 3 | Avenir aturin | Stade Pierre-de-Coubertin, Chateaurenard Arbitre : M. Brune |
| 5 avril 1959 |                 |        |               | Stade Pierre-de-Coubertin, Chateaurenard Arbitre : M. Brune |
| 5 avril 1959 |                 |        |               | Stade Pierre-de-Coubertin, Chateaurenard Arbitre : M. Brune |

### Quarts de finale
Les quarts de finale sont présentés dans l'ordre établi par la FFR.
| 19 avril 1959 | US fuxéenne | 6 - 3 | Stade dijonnais | Parc municipal des sports de Beaublanc, Limoges Arbitre : M. Dheure |
| 19 avril 1959 |             |       |                 | Parc municipal des sports de Beaublanc, Limoges Arbitre : M. Dheure |
| 19 avril 1959 |             |       |                 | Parc municipal des sports de Beaublanc, Limoges Arbitre : M. Dheure |

| 19 avril 1959 | Lyon OU | 10 - 3 | US Montréjeau | Stade Jean-Alric, Aurillac Arbitre : Albert Ferrasse |
| 19 avril 1959 |         |        |               | Stade Jean-Alric, Aurillac Arbitre : Albert Ferrasse |
| 19 avril 1959 |         |        |               | Stade Jean-Alric, Aurillac Arbitre : Albert Ferrasse |

| 19 avril 1959 | AS Roanne | 0 - 8 | Stade hendayais | Stade Gaëtan-Devaud, Brive-la-Gaillarde Arbitre : Charles Durand |
| 19 avril 1959 |           |       |                 | Stade Gaëtan-Devaud, Brive-la-Gaillarde Arbitre : Charles Durand |
| 19 avril 1959 |           |       |                 | Stade Gaëtan-Devaud, Brive-la-Gaillarde Arbitre : Charles Durand |

| 19 avril 1959 | Stade nantais UC | 3 - 8 | Stade bordelais UC | Parc des sports, Cognac Arbitre : Louis Parrot |
| 19 avril 1959 |                  |       |                    | Parc des sports, Cognac Arbitre : Louis Parrot |
| 19 avril 1959 |                  |       |                    | Parc des sports, Cognac Arbitre : Louis Parrot |

### Demi-finales
Les demi-finales sont présentés dans l'ordre établi par la FFR.
| 3 mai 1959 | US fuxéenne | 8 - 11 | Stade bordelais UC | Stade du Sarlac, Moissac Arbitre : M. Marcassus |
| 3 mai 1959 |             |        |                    | Stade du Sarlac, Moissac Arbitre : M. Marcassus |
| 3 mai 1959 |             |        |                    | Stade du Sarlac, Moissac Arbitre : M. Marcassus |

| 3 mai 1959 | Lyon OU | 5 - 3 | Stade hendayais | Stade municipal, Guéret Arbitre : Albert Capelle |
| 3 mai 1959 |         |       |                 | Stade municipal, Guéret Arbitre : Albert Capelle |
| 3 mai 1959 |         |       |                 | Stade municipal, Guéret Arbitre : Albert Capelle |

### Finale[9]
La finale du championnat de 2e division eût lieu au Stade municipal de Vichy et voit le SBUC triomphé du LOU.
| 17 mai 1959 | Stade bordelais UC | 14 - 11 (5 - 8) | Lyon OU | Stade municipal, Vichy Arbitre : M. Grosbost |
| 17 mai 1959 | Essai(s) : Jean-Pierre Larret (23e), Alain Saint-Marc (66e) et Jean-Pierre Bini (82e) Transformation(s) : Jean-Claude Desvergnes (23e) Pénalité(s) : Jean-Claude Desvergnes (78e) |                 |         | Stade municipal, Vichy Arbitre : M. Grosbost |
| 17 mai 1959 | |                 |         | Stade municipal, Vichy Arbitre : M. Grosbost |